# Gymnasium Michelstadt
Das Gymnasium Michelstadt ist ein staatliches Gymnasium in Michelstadt. Es ist das einzige allgemeinbildende Gymnasium des Odenwaldkreises und mit ca. 1400 Schülern und über 100 Lehrern eine der größten Schulen in Hessen. Es ist Mitglied im MINT-EC-Netzwerk und nimmt seit 2013 am Modellversuch G8/G9 des hessischen Kultusministeriums teil. Im Rahmen des Ganztagsschulkonzepts besteht zudem ein umfangreiches Nachmittagsangebot.

## Geschichte
Das heutige Gymnasium Michelstadt wurde im Jahr 1823 auf Anregung des Grafen Albrecht zu Erbach-Fürstenau als Progymnasium gegründet. Nach den Anfangsjahren in der Kellerei Michelstadt befand es sich ab 1828 in dem eigens dafür errichteten Bau in der Bahnhofsstraße 31. 1834 wurde es zur Realschule umgewidmet. 1878 erfolgte der Umzug an den heutigen Standort.

## Gebäude
Das älteste genutzte Gebäude ist der 1878 eingeweihte, denkmalgeschützte A-Bau, der im Stil des Spätklassizismus errichtet wurde. Aufgrund des Anstiegs der Schülerzahlen wurde die Schule 1957, 1965, in den 1980er-Jahren, sowie 2007 um mehrere Neubauten erweitert. Zusammen mit der Sporthalle und der sogenannten Kunstscheune besteht die Schule derzeit aus acht Gebäuden, die einen gemeinsamen Campus bilden.

## Unterrichtsangebot
Neben den üblichen Fächern und der ersten Fremdsprache Englisch werden Latein, Französisch, Spanisch, Russisch und Italienisch als zweite und dritte Fremdsprache angeboten. Im Rahmen der Klassifizierung als MINT-EC-Schule wird ein weiterer Schwerpunkt auf die naturwissenschaftlichen Fächer gelegt.

## Schulpartnerschaften
Es bestehen Partnerschaften mit Schulen in Olevano Romano, Rumilly, Jablonec nad Nisou und Larbert.

## Ehemalige Schüler (alphabetische Reihenfolge)
- Heinrich J. Dingeldein (* 1953), Sprach- und Kulturwissenschaftler
- Anna-Katharina Fecher (* 1988), Schauspielerin
- Baal Müller (* 1969), Schriftsteller, Verleger und Publizist
- Walter W. Müller (1933–2024), Semitist und Universitätsprofessor
- Moritz Promny (* 1980), Politiker (FDP)
- Verena Gräfin von Roedern (* 1955), Diplomatin
- David Schwake (* 1970), Diplomat
- Jessica Schwarz (* 1977), Schauspielerin, Synchronsprecherin, Hörbuchsprecherin und Moderatorin
- Ludwig Schwöbel (* 1950), Architekt
- Peter Sehr (1951–2013), Filmregisseur

## Trivia
In der Tiefgarage der Sporthalle des Gymnasiums wurden die Videoaufnahmen für das von einem Mümling-Grumbacher Unternehmen produzierte Musikvideo zum Lied Infinity 2012 gedreht.